# Danny Morrison
Danny Gerard Morrison, noto in genere come Danny Morrison (Belfast, 9 gennaio 1953), è un giornalista, scrittore, politico volontario e attivista britannico che ha svolto un ruolo cruciale negli eventi pubblici durante i Troubles in Irlanda del Nord. Repubblicano irlandese, Morrison è anche un ex direttore della pubblicità Sinn Féin ed editore di Republican News e An Phoblacht. È il segretario del Bobby Sands Trust e l'attuale presidente di Féile an Phobail, il più grande festival artistico della comunità in Irlanda..

## Biografia
Dopo la sua liberazione dall'internamento nella prigione di Long Kesh, all'età di 22 anni divenne caporedattore del settimanale An Phoblacht/Republican News. Nel 1982 è diventato portavoce del Sinn Féin e dal 1982 al 1986 è stato deputato del Sinn Féin all'Assemblea dell'Irlanda del Nord a Stormont. Tuttavia, non è entrato in carica per protestare contro la politica di boicottaggio contro Sinn Féin e SDLP. Nel 1984 e nel 1989, è stato il miglior candidato per Sinn Féin alle elezioni europee.
Nel 1982, durante un dibattito sulla conferenza di un partito, coniò lo slogan [Why not free Ireland with] The Armalite in one hand and the ballot box in the other, it. [Perché non liberare l'Irlanda con] l'Armalite in una mano e l'urna elettorale nell'altra, che descrisse la strategia del movimento repubblicano fino agli inizi degli anni '90.
Nel 1990 Danny Morrison fu condannato a otto anni di prigione per aver partecipato al rapimento e tentato di uccidere un membro dell'IRA che lavorava come informatore per l'esercito britannico. Sosteneva di aver preparato una conferenza stampa sulle operazioni segrete dell'esercito britannico con l'interessato ed era stato attirato in una trappola. Fu rilasciato cinque anni dopo sotto l'amnistia concessa all'IRA del 1994. La sua condanna è stata annullata nel 2008, ma il tribunale non ha rivelato i motivi di questa decisione, poiché gli interessi della politica di sicurezza sono stati colpiti.
Come giornalista e autore freelance, ora vive a Belfast e scrive per l'Irish Times e Andersonstown News e pubblica regolarmente articoli per gli ospiti su vari giornali internazionali, tra cui The Examiner, The Observer, The Guardian, The Washington Post e The Boston Globe.

## Opere
- 1989 – West Belfast
- 1994 – On the Back of the Swallow
- 1997 – The Wrong Man
- 1999 – Then the Walls Came Down
- 2002 – All the Dead Voices
- 2004 – Rebel Columns
- 2008 – Hunger Strike (editor)
- 2010 – Rudi